# アロニア属
アロニア属（Aronia）は、北アメリカ大陸東部原産のバラ科の落葉低木で、果樹または観賞用樹木として利用される。英語名はチョークベリー（Chokeberry）。本州などに自生するカマツカに似ているので、セイヨウカマツカという和名もある。なお、アジア原産の常緑樹であるカナメモチ属などに近縁で、これに含める説もある。

## 特徴

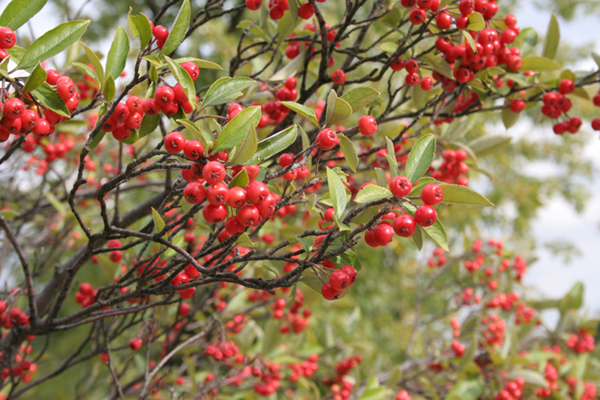
Aronia arbutifolia

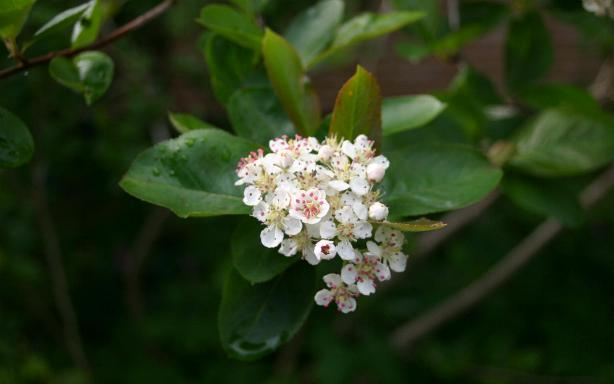
Aronia melanocarpa

アロニアの花は、ナシに似ており、白色または淡紅色で、春に散房花序に咲く。
その後、果実は直径5 mmから1 cm程に育ち、秋に熟する。

## 栽培
アロニア属には、実が赤く熟すアロニア・アルブティフォリアAronia arbutifoliaと、黒く熟すアロニア・メラノカルパAronia melanocarpa(英語名はブラックチョークベリーBlack Chokeberry)の2種があり、また、その交雑種で暗紫色に熟すアロニア・プルニフォリアAronia x prunifoliaも栽培される。耐寒性が比較的高く、北アメリカ大陸の他に、ロシアなどでも栽培されている。なお、日本でも小規模ながら北海道の伊達市、千歳市、余市町での栽培例がある。
アロニアの果実は食用にすることも可能であり、生でも食べられる。しかし渋味が強く、食用に際しては加工するのが普通である。例えば、ジャムにしたり、他の果物のジュースと混ぜて飲料にしたり、酒に漬け込んで果実酒にしたりされる他に、北アメリカ大陸の先住民の保存食であるペミカンの材料ともされる。